# Indigofera paniculata
Espèce
Synonymes
- Indigofera paniculata subsp. paniculata[1]

Indigofera paniculata est une espèce de plantes à fleurs de la famille des Fabaceae et du genre Indigofera, présente en Afrique tropicale.

## Description
C'est une herbe annuelle (ou petit arbuste), avec plusieurs rameaux pouvant atteindre 1,4 m de hauteur, émergeant d'une racine pivotante.

## Distribution
L'espèce est présente en Afrique tropicale où elle a été observée du Sénégal à l'Éthiopie, également vers le sud, en Angola, au Zimbabwe et au Mozambique .

## Habitat
On la rencontre dans les savanes arborées, les pentes herbeuses, les terrains marécageux, les mares et les jachères.

## Utilisation
En médecine traditionnelle, elle est récoltée à l'état sauvage pour soigner des affections rhino-pharyngées, également pour combattre la variole, la varicelle, la rougeole.
Elle est également utilisée comme engrais vert.

## Liste des sous-espèces
Selon Catalogue of Life (19 juin 2020) :
- sous-espèce Indigofera paniculata subsp. gazensis
- sous-espèce Indigofera paniculata subsp. paniculata

Selon The Plant List (19 juin 2020) :
- sous-espèce Indigofera paniculata subsp. gazensis (Baker f.) J.B.Gillett

Selon Tropicos (19 juin 2020) (Attention liste brute contenant possiblement des synonymes) :
- sous-espèce Indigofera paniculata subsp. gazensis (Baker f.) J.B. Gillett
- sous-espèce Indigofera paniculata subsp. paniculata